# Water Valley (Mississipi)
Water Valley és una població dels Estats Units a l'estat de Mississipi. Segons el cens del 2000 tenia 3.677 habitants.

## Demografia
Segons el cens del 2000, Water Valley tenia 3.677 habitants, 1.470 habitatges, i 961 famílies. La densitat de població era de 201,9 habitants per km².
Dels 1.470 habitatges en un 30% hi vivien nens de menys de 18 anys, en un 39% hi vivien parelles casades, en un 23,2% dones solteres, i en un 34,6% no eren unitats familiars. En el 31,8% dels habitatges hi vivien persones soles el 16,2% de les quals corresponia a persones de 65 anys o més que vivien soles. El nombre mitjà de persones vivint en cada habitatge era de 2,43 i el nombre mitjà de persones que vivien en cada família era de 3,07.
Per edats la població es repartia de la següent manera: un 26,5% tenia menys de 18 anys, un 8,9% entre 18 i 24, un 26,2% entre 25 i 44, un 21,1% de 45 a 60 i un 17,3% 65 anys o més.
L'edat mediana era de 37 anys. Per cada 100 dones de 18 o més anys hi havia 74,3 homes.
La renda mediana per habitatge era de 23.777 $ i la renda mediana per família de 31.083 $. Els homes tenien una renda mediana de 26.888 $ mentre que les dones 20.127 $. La renda per capita de la població era de 13.324 $. Entorn del 23,7% de les famílies i el 26,9% de la població estaven per davall del llindar de pobresa.

## Poblacions més properes
El següent diagrama mostra les poblacions més properes.